# Самуэльссон, Эмма
Эмма Самуэльссон (швед. Emma Samuelsson, р.17 октября 1988) — шведская фехтовальщица-шпажистка, призёрка чемпионатов мира и Европы.

## Биография
Родилась в 1988 году в поселении Оса коммуны Кунгсбакка лена Халланд. В 2007 году стала чемпионкой мира среди юниоров.
В 2007 году завоевала серебряную медаль чемпионата Европы. В 2008 году приняла участие в Олимпийских играх в Пекине, но заняла лишь 8-е место в личном первенстве.
В 2015 году завоевала серебряную медаль чемпионата мира.